# Bacino del Nilo Azzurro

I bacini di rift del Mesozoico in Sudan e Kenya si sviluppano obliquamente rispetto al rift dell'Africa orientale.

Il bacino del Nilo Azzurro è un'importante formazione geologica situata nella parte nordoccidentale dell'Acrocoro Etiopico, formatasi nel Mesozoico durante una fase di distensione della crosta terrestre associata alla fratturazione della Gondwana. Nel corso del tempo il bacino si è riempito di depositi sedimentari e attualmente è attraversato dal Nilo Azzurro.

## Stratificazione dei sedimenti
Il bacino del Nilo Azzurro si è originato in un'area di rocce del Neoproterozoico risalenti a 750 milioni di anni fa e che per successiva erosione si sono trasformate in un falsopiano, probabilmente tra 540 e 250 milioni di anni fa nel corso del Paleozoico. Il bacino si è poi formato in seguito al processo di rifting avvenuto durante il Mesozoico (250–66 milioni di anni fa).  
Tra il Triassico e il Giurassico inferiore, vennero depositati dai vari corsi d'acqua circa 300 m di sedimenti fluviali. Nel Giurassico il bacino fu per due volte invaso da un ramo dell'Oceano Indiano per tempi prolungati, creando un sedimento inferiore da calcare dello spessore di 450 m e un deposito superiore spesso 400 m. Tra il Giurassico superiore e il Cretacico inferiore, il bacini si innalzò e vennero depositati 280 m di sedimenti di arenaria, di origine sia fluviale che alluviale. In totale, al di sopra del basamento cristallino si depositarono in questo periodo circa 1400 m di sedimenti.
Successivamente il mantle plume dell'Afar causò una serie di eruzioni vulcaniche tra l'inizio e la fine dell'Oligocene (tra 34 e 23 milioni di anni fa), che depositarono rocce vulcaniche di spessore compreso tra 500 m e 2000 m, con ulteriori eruzioni durante il Quaternario che depositarono altri 300 m di roccia. Questi strati risultano esposti in quelle aree dove il Nilo Azzurro si è insinuato tra gli strati, creando gole profonde fino a 1.600 m, che permettono lo studio della stratificazione rocciosa dei vari periodi. L'architettura del bacino non è invece ben conosciuta in altre aree ricoperte da spessi strati di rocce vulcaniche relativamente più recenti.

## Rifting
Il bacino con orientamento nordovest si formò quando le rocce del basamento cristallino subirono uno stiramento tra il Triassico e il Cretacico inferiore, in connessione con la fratturazione della Gondwana. Poco dopo la sua formazione il bacino cominciò a riempirsi di rocce sedimentarie clastiche e di sedimenti marini.
Verso la fine del Miocene si innescarono altri processi di rifting  con andamento nordovest-sudest associati al rift principale dell'Etiopia, che diede luogo alla formazione di faglie in direzione nordest. Nel Quaternario (a partire da 2,5 milioni di anni fa), la regione fu soggetta ad ulteriori stiramenti conseguenti all'apertura obliqua del rift etiopico, creando all'interno del bacino estensioni in direzione N, ESE e NO.
In quello stesso periodo di tempo si formarono nella regione anche altri bacini di rift. Il bacino del Nilo Azzurro, il bacino di Melut e il bacino di Muglad vanno tutti a terminare nella linea della cesura dell'Africa centrale, una grande zona di cesura trascorrente. Oggi sappiamo che i bacini di Melut e Muglad vanno a connettersi a sudest e si connettono successivamente con la valle di Anza in Kenya. È pertanto possibile che il bacino del Nilo Azzurro sia un'estensione sudorientale del rift del Nilo Azzurro nel Sudan e potrebbe anche estendersi a sudest nel rift dell'Etiopia, fino a collegarsi con il bacino dell'Ogaden nella parte sudorientale dell'Etiopia.